# رابطه هم‌نهشتی
یک رابطه هم‌نهشتی (به انگلیسی: congruence relation) (یا به صورت ساده فقط هم‌نهشتی) در جبر مجرد، یک رابطه هم‌ارزی روی یک ساختار جبری (مثل یک گروه، حلقه، یا فضای برداری) است، که از این دیدگاه که اعمال جبری انجام شده توسط عناصر هم‌ارز منجر به عناصر هم‌ارز خواهند شد، با ساختار سازگار هستند. هر رابطه هم‌نهشتی دارای یک ساختار خارج‌قسمتی متناظر هستند، که عناصر آن‌ها کلاس‌های هم‌ارز (یا کلاس‌های هم‌نهشت) برای رابطه هستند.

## مثال اولیه
مثال پیش‌نمون برای یک رابطه هم‌نهشتی همان هم‌نهشتی پیمانه {\displaystyle n} روی مجموعه اعداد صحیح است. برای یک عدد صحیح مثبت {\displaystyle n} معین، دو عدد صحیح {\displaystyle a} و {\displaystyle b} را هم‌نهشت به پیمانه {\displaystyle n} می‌گویند و می‌نویسند
{\displaystyle a\equiv b{\pmod {n}}}
اگر، {\displaystyle a-b} بر {\displaystyle n} بخش‌پذیر باشد (یا به صورت معادل اگر {\displaystyle a} و {\displaystyle b} وقتیکه بر {\displaystyle n} تقسیم می‌شوند، دارای باقی‌مانده مشابهی باشند).